# توني فرانكن
توني فرانكن (بالإنجليزية: Tony Franken)‏ (11 يناير 1965 ببرث في أستراليا - ) هو لاعب كرة قدم أسترالي في مركز حراسة المرمى. شارك مع منتخب أستراليا تحت 20 سنة لكرة القدم ومنتخب أستراليا الوطني لكرة القدم تحت 23 سنة ومنتخب أستراليا لكرة القدم. أما مع النوادي، فقد لعب مع سيدني تايغرز ونادي برث غلوري ونادي سيدني أوليمبيك ونادي سيدني يونايتد 58 ونادي كانبيرا سيتي وFFA Centre of Excellence ‏ ونادي باراماتا ‏ وروكديل إليندين ‏ وSutherland Sharks FC ‏ وAustralian Institute of Sport ‏.

## وصلات خارجية
- توني فرانكن على موقع قاعدة بيانات كرة القدم.إي يو (الإنجليزية)
- توني فرانكن على موقع ناشيونال فوتبول تيمز (الإنجليزية)